# Karina Pacheco Jiménez
Karina Beatriz Pacheco Jiménez (Chichimilá, Yucatán, 11 de enero de 1984) es una abogada y política mexicana. Fue esposa del también político conocido popularmente como el "Doctor Tzab". 

## Formación profesional
En 2009 se recibió como Licenciada en Derecho por el Instituto Cultural de Oriente y es Maestra en Derecho Penal por el Centro de Estudios de Posgrado Campus Mérida.

## Actividades políticas
Militó desde muy joven en la Asociación Acción Juvenil del Partido Acción Nacional, e incluso posteriormente llegó a integrarse al Comité Directivo Municipal del mismo.

## Cargos públicos
Se desempeñó como Directora del Sistema Municipal de Desarrollo Integral de la Familia en Chichimilá durante los periodos 2001 al 2003 y 2007 al 2010.
Fue integrante del Cabildo de Chichimilá en el periodo 2018 al 2021 encabezado por el polémico Presidente Municipal, Samuel Uc Poot, siendo Regidora electa por su partido.
En 2021, solicitó licencia ante el pleno del Cabildo para ser Candidata a la Presidencia Municipal de Chichimilá por el PAN, pero fue derrotada por Francisco Medina Martín, candidato al mismo cargo por el PRI.Meses después de los comicios, es nombrada por el Gobierno Estatal como Directora del Colegio de Bachilleres del Estado de Yucatán Plantel Chichimilá.  
Desde 2022 es electa Consejera Estatal y Nacional por su partido por el Distrito Federal I.
En 2024, fue Candidata a la Presidencia Municipal por los partidos Partido Acción Nacional, Partido de la Revolución Democrática y Partido Nueva Alianza Yucatán, pero resultó perdedora por segunda ocasión

## Controversias
En 2021 fue elegida como la Candidata a la Presidencia Municipal por su partido siendo la primera mujer en obtener ese cargo. La polémica se desata tras la designación ya que fue su esposo José Edilberto Tzab Ortiz era Presidente del Comité Directivo Municipal del órgano partidista, quien también fuera Presidente Municipal en los periodos 2001 al 2003 y 2007 al 2010. 
Tras el fallo que ordenó elecciones extraordinarias en Chichimilá en 2024, renunció a su partido político tras 22 años de afiliación. Posteriormente, se presentó como Candidata a la Presidencia Municipal de Chichimilá bajo la coalición formada por el partido Morena, el Partido del Trabajo (PT) y el Partido Verde Ecologista de México (PVEM). 